# Dan Austin
Dan Austin je anglický hudební producent a zvukový inženýr. Svou kariéru zahájil počátkem jednadvacátého století. Produkoval například alba skupin Cherry Ghost, People in Planes, Doves, The Cooper Temple Clause, Six by Seven, Love Amongst Ruin, I Like Trains a Oceansize. V roce 2014 produkoval první sólové album Jimiho Goodwina, člena skupiny Doves, nazvané Odludek. Rovněž spolupracoval se skupinou Massive Attack. Roku 2013 získal polské ocenění Człowiek ze Złotym Uchem.